# 三統暦
三統暦（さんとうれき）は、中国暦の一つで、劉歆が太初暦を補修して作った太陰太陽暦による天体暦。

## 概略
王莽の新と後漢で用いられ、章帝の元和2年（85年）の改暦に至るまで使われた。従来の月日の配当に加え、日月食の予報や五惑星の位置計算が導入され、天体暦としての性格が強い中国の暦の規範となった。班固の『漢書』律暦志に記載されている。

## 命名
三統とは、天統＝夏、地統＝殷、人統＝周というように「三」を周期に王朝が循環するという三統説に由来する。劉歆はこの三統説に形而上学的な意味を付与し、五行説と組み合わせてさまざまな現象を解釈した。これによって三統暦では、暦と五声十二律や度量衡が連動して扱われている。

## 特記
天体暦として予報のため食周期135月が導入されたり、紀年のため木星の運行を144年に一次（天球の十二分の一区画）を超えて145次とする超辰法、暦元をきわめて遠い過去に置いて暦計算する上元積年法が行われている。